# İnhisar
İnhisar là một huyện thuộc tỉnh Bilecik, Thổ Nhĩ Kỳ. Huyện có diện tích 341 km² và dân số thời điểm năm 2007 là 3885 người, mật độ 11 người/km².